# Otto Schulz-Kampfhenkel
Otto Schulz-Kampfhenkel (Buckow, Brandeburgo, Imperio alemán; 27 de agosto de 1910-21 de agosto de 1989) fue un geógrafo, explorador, escritor y productor de cine alemán.

## Biografía
A la edad de 23 años, Schulz-Kampfhenkel realizó una expedición a Liberia.  Describió sus experiencias en el libro Der Dschungel Rief... (La jungla llamó...).  Después de terminar sus estudios de geografía, se convirtió en el líder de la expedición alemana de Amazon-Jary (1935-1937), apoyada por los gobiernos brasileño y alemán y la Organización Extranjera del partido nazi (NSDAP/AO).  Schulz-Kampfhenkel relata sobre esta expedición en su libro Rätsel der Urwaldhölle (Acertijos del infierno de la jungla) y también produjo una película homónima.
En 1943, Schulz-Kampfhenkel fue ascendido a Comisionado Especial de cuestiones geográficas en el Reichsforschungsrat después de haber sido teniente de la Luftwaffe y SS-Untersturmführer.